# Doo-wop
Pour les articles homonymes, voir Doo Wop (homonymie).
Sous-genres
Ballad Doo-Wop - Doo-Wop Uptempo - Novelty  - Acappella - Doo Bop - Doo Hop (Rap)
Genres dérivés
Northern soul - soul
Genres associés
Rock 'n' roll - rhythm and blues
« Doo-wop » est une onomatopée qui sert à désigner un sous-genre du rhythm and blues.
Né du mariage des rythmes syncopés africains et des cantiques de la société WASP puritaine au début des années 1950, le doo-wop est un style vocal fortement influencé par le gospel et par les quartets de barbershop (« quatuors de salon de coiffure »).
Interprété à l'origine par des groupes de chanteurs afro-américains, il sera également repris par des groupes de chanteurs blancs au début des années 1960. Le groupe est généralement composé de quatre ou cinq chanteurs : un soliste, ténor léger, chante la mélodie, un autre ténor et un baryton suivent les accords avec des « Ooh » et des « Aah » interrompus de brèves césures de type « wop-wop » et un baryton-basse ajoute des « doop-doop ». Certains groupes compteront également une voix en Falsetto, plus aiguë que la voix du ténor. Ils peuvent être accompagnés par une base rythmique piano-guitare-basse-batterie, voire par un saxophone à partir de 1956, et parfois par des violons à partir de 1960. Les mélodies sont généralement des ballades construites sur les quatre accords de l'anatole. Les paroles du doo-wop, généralement sentimentales, peuvent aussi être humoristiques ou à connotation sexuelle.
Les précurseurs de ce style sont le Golden Gate Quartet, les The Ink Spots, The Mills Brothers et surtout les Orioles.

## Les années 1950 et le début des années 1960: l'âge d'or du doo-wop

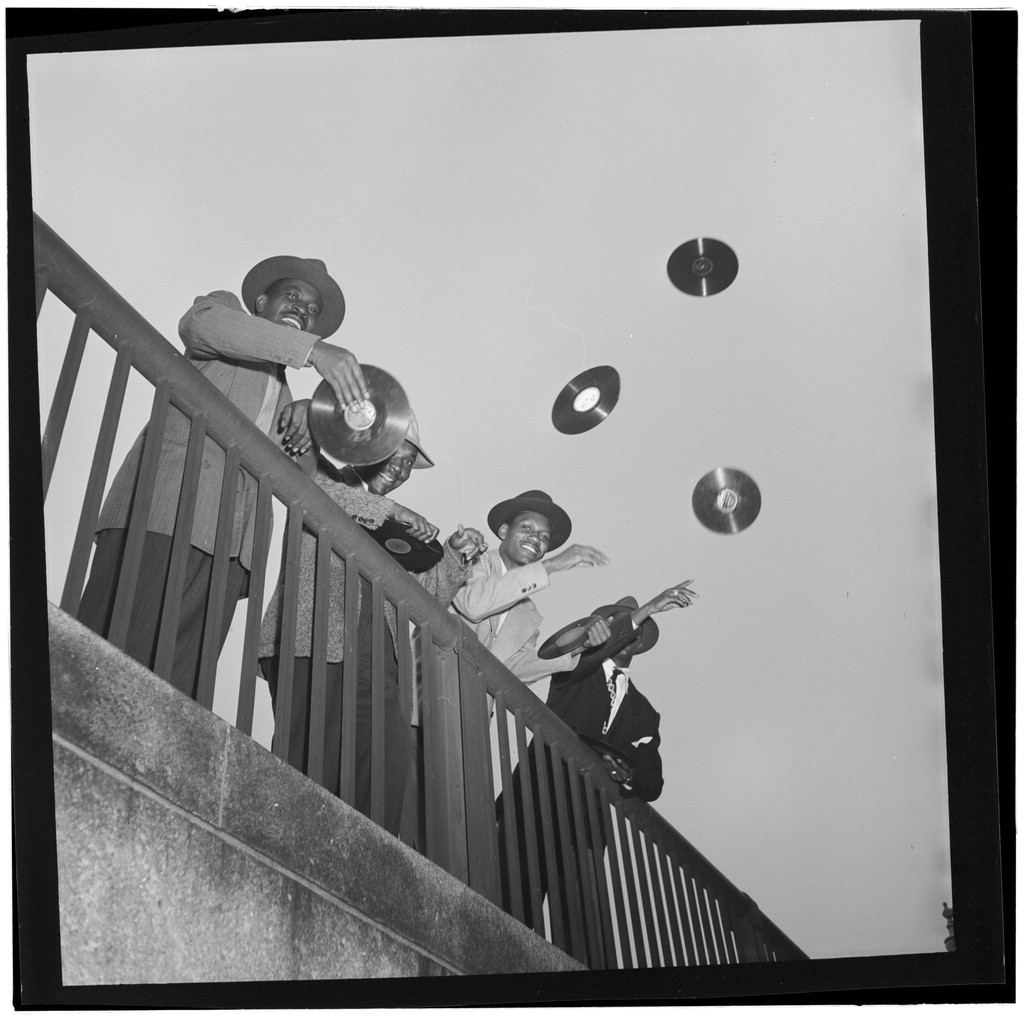
Le Doo-Wop-Ensemble The Ravens. Photo William P. Gottlieb.

De 1950 à 1960, c'est une véritable explosion : environ 15 000 groupes vocaux sortent au moins un disque de doo-wop, aux États-Unis, durant cette décennie. Quelques-uns font preuve de créativité ou d'originalité et sont alors rapidement imités par les autres. Une véritable surenchère se développe dans la recherche d'onomatopées compliquées (par exemple, le « Eh-toom-ah-ta-toom-ah-ta-toom-ah-to-doh » du morceau Why Do Fools Fall In Love de Frankie Lymon & The Teenagers. Une autre pratique en vogue dans le doo-wop consiste à donner aux groupes des noms d'oiseaux (bird groups) comme The Orioles (« les loriots »), The Cardinals (en) (« cardinaux »), The Penguins (« manchots »), The Ravens (« corbeaux »), The Crows (« corneilles »), The Falcons (en) (« faucons »), The Flamingos (« flamants ») ou The Robins (« merles »).
Parmi les plus gros succès du doo-wop, on peut citer Only You (1955) et The Great Pretender (1956) des Platters, White Christmas (1954) et Save the Last Dance for Me (1960) par les Drifters, Earth Angel (1954) des Penguins, Sh-Boom (1954) des Chords, Work with Me, Annie (1954) des Midnighters, Sincerely (1954) des Moonglows, Smokey Joe's Cafe (1955) des Robins, Come Go with Me (1956) des Del-Vikings, Tears on My Pillow (1958) de Little Anthony and the Imperials, Speedoo (1955) des Cadillacs, Gee (1953) des Crows et A Beggar for Your Kisses (1952) des Diamonds.
Le style doo-wop fut extrêmement populaire tout au long des années 1950, parallèlement aux débuts du rock 'n' roll, puis fut supplanté à partir de 1964 par la mode des girl groups et par les groupes de la « British Invasion » comme les Beatles.
Entre 1960 et 1965, des groupes comme The Isley Brothers, The Drifters, The Dells ou les Contours ont fait le pont stylistique entre doo-wop et soul, mais beaucoup de groupes blancs comme Dion and the Belmonts, les Four Seasons, les Tokens, les groupes produits par Phil Spector, ou même les Beach Boys ont fait évoluer le doo-wop sous l'influence de la musique pop britannique, ce qui donnera le style « West Coast » aux États-Unis et le « Merseybeat » en Angleterre.

## Les années 1970 et 1980: nostalgie et Doo-wop sound
De 1965 à 1980, quelques groupes amateurs ont continué à chanter du doo-wop, par exemple les Rubettes. Au début des seventies, portés par une vague de nostalgie des fifties due au succès du film de George Lucas American Graffiti ou de la série télé Happy Days, certains groupes comme Sha Na Na, Flash Cadillac and the Continental Kids ou Rocky Sharpe and the Replays (en) font entrer des titres de doo-wop dans les hit-parades US. Au milieu d'une production rock virtuose ou tapageuse, des artistes comme David Bowie signent également des titres aussi rétro que Drive-In Saturday (1973). À la fin des années 1970-80, des solo, groupes de la scène rockabilly, comme Robert Gordon, Tuff Darts, The Blasters ou Stray Cats. C'est d'ailleurs à cette période que naît le terme "Doo-wop" : dans les années 1950 et 1960, l'appellation était plutôt "Rock and Roll vocal groups".

## Artistes de doo-wop
- The Admirals
- Big Doo Wopper
- The Blue Jays (en)
- The Cadets (en)
- The Cadillacs
- The Calvanes
- The Cardinals (en)
- Gene Chandler
- The Channels (en)
- The Charts (en)
- The Chords
- The Cleftones
- The Coasters
- The Clovers
- The Cool Breezers
- The Crests
- The Crows
- The Crew-Cuts
- Danny & the Juniors
- The De'bonairs
- The Dell Kings
- The Dells
- The Del-Vikings
- Dion and the Belmonts
- The Dominoes
- The Dreamlovers (en)
- The Duprees (en)
- The Drifters
- The Du Droppers
- The Dukays (avec Gene Chandler)
- The Edsels
- The El Dorados (en)
- The Equallos
- The Falcons (en)
- The Five Blue Notes
- The Five Buddies
- The Five Chances
- The Five Discs (en)
- The Five Echoes
- The Five Keys (en)
- The Five Royales
- The Five Satins
- The Flamingos
- The Flairs
- The Fleetwoods
- The Goldentones
- Shirley Gunter (en) & The Queens
- The Harptones (en)
- The Heartbeats
- Bobby Day & The Hollywood Flames
- The Impressions
- The Ink Spots
- Robert John (en)
- The Kings Men
- The Kodaks
- The Kool Gents (avec Dee Clark)
- The Larks (en)
- Lee Andrews & the Hearts (en)
- Little Anthony and the Imperials
- Little Caesar & the Romans (en)
- Willie Logan and the Plaids
- Frankie Lymon & The Teenagers
- Lewis Lymon & The Teenchords
- The Majors (en)
- The Marcels (en)
- Marvin & Johnny (en)
- The Mello-Kings (en)
- The Mello-Moods
- Hank Ballard & The Midnighters
- The Mills Brothers
- The Moonglows
- The Monotones
- The Nutmegs (en)
- The Olympics (en)
- The Orioles
- The Parliaments
- The Penguins
- The Persuasions (en)
- The Platters
- The Ravens
- The Ray-O-Vacs
- The Regents
- The Robins
- Rosie and the Originals
- The Royals
- Jack Scott
- Shep and the Limelites (en)
- The Sheppards
- The Silhouettes
- The Skarlets
- The Skyliners (en)
- The Spaniels (en)
- The Solitaires (en)
- The Stereos
- The Students (en)
- The Temptations
- The Tokens
- Toby Beau (en)
- The Turbans (en)
- The Velvetones (en)
- The Vocaleers (en)
- Otis Williams and the Charms
- Maurice Williams and the Zodiacs (en)
- Twin Temple